# Louise Hickock Emmons
Louise Hickock Emmons (Montevideo, 23 de agosto del 1943) es una zoóloga uruguaya. Su obra más conocida es Neotropical Rainforest Mammals: A Field Guide, que fue publicada el 1990. Entre otros, en el año 2005 describió el género Santamartamys .
En 1975, obtuvo su Ph.D. por la Cornell University.

## Algunas publicaciones
- Emmons, Louise H. 2016. Family Abrocomidae (Chinchilla Rats and Inca Rats). En: Wilson, D. E., Lacher, T. E., Jr.; Mittermeier, R. A. Handbook of Mammals of the World. 6. Lagomorphs and Rodents I. Barcelona: Lynx Ed. p. 488-497.

- Emmons, Louise H. 2016. Observations on hard-ground nesting of Podocnemis unifilis in Bolivia. Herpetological Review, 47(2): 186-188.

- Emmons, Louise H., Leite, Y. L. R.; Patton, James L. 2015. Family Echimyidae. En: Patton, James L., Pardiñas, Ulyses F. J.; D'Elía, Guillermo, Mammals of South America v. 2: Rodents. Chicago: Univ. of Chicago Press, p. 877-1022.

- Patton, J. L.; Emmons, Louise H. 2015. Family Dasyproctidae Bonapart, 1838. En: Patton, J. L., Pardiñas, U.F.J.; D'Elía, G. Mammals of South America v. 2: Rodents. Chicago: Univ. of Chicago Press, p. 733-762.

- Patton, J.L.; Emmons, Louise H. 2015. Family Abrocomidae G. S. Miller & Gidley, 1918. En: Patton, J. L., Pardiñas, U.F.J.; D'Elía, G. Mammals of South America v. 2: Rodents. Chicago: Univ. of Chicago Press, p. 805-818.

- González, Susana, Cosse, Mariana, Franco, María del Rosario, Emmons, Louise, Vynne, Carly, Duarte, José Maurício Barbanti, Beccacesi, Marcelo D.; Maldonado, Jesús E. 2015. Population Structure of mtDNA Variation due to Pleistocene Fluctuations in the South American Maned Wolf (Chrysocyon brachyurus, Illiger, 1815): Management Units for Conservation. J. of Heredity, 106: 459-468. doi:10.1093/jhered/esv043

- Emmons, Louise H. 2015. Genus Juscelinomys. En: Patton, J.L., Pardiñas, U.F.J.; D'Elía, G. Mammals of South America v. 2: Rodents. Chicago: Univ. of Chicago Press, p. 225-228.

## Honores

### Eponimia
La especie Euryoryzomys emmonsae le fue dedicada por Musser et. al. en 1998.

## Abreviatura (zoología)
La abreviatura Emmons  se emplea para indicar a Louise Hickock Emmons como autoridad en la descripción y taxonomía en zoología.